# Olympische Sommerspiele 1932/Teilnehmer (Estland)
| Gelbes Symbol für Goldmedaillen mit stilisierten Olympischen Ringen | Graues Symbol für Silbermedaillen mit stilisierten Olympischen Ringen | Braundes Symbol für Bronzemedaillen mit stilisierten Olympischen Ringen |
| ------------------------------------------------------------------- | --------------------------------------------------------------------- | ----------------------------------------------------------------------- |
| —                                                                   | —                                                                     | —                                                                       |

Estland nahm an den Olympischen Sommerspielen 1932 in Los Angeles, Vereinigte Staaten von Amerika, mit einer Delegation von zwei Sportlern (beides Männer) teil. Sie konnten keine Medaille gewinnen.

## Teilnehmer nach Sportarten

### Leichtathletik
- Alfred Maasik
50 km Gehen: 10. Platz

### Ringen
- Osvald Käpp
Weltergewicht, griechisch-römisch: 3. Runde
Leichtgewicht, Freistil: 2. Runde